# Untermeitingen
Untermeitingen er en kommune i Landkreis Augsburg i Regierungsbezirk Schwaben i den tyske delstat Bayern, med med godt 6.300 indbyggere. Den er administrationsby for Verwaltungsgemeinschaft Lechfeld.

## Inddeling
| - Untermeitingen - Untermeitingen-Gewerbegebiet - Lagerlechfeld (sydlige del) - Kinosiedlung |